# Металька (Чайниче)
Металька (серб. Метаљка) — населенный пункт (деревня) в общине Чайниче, который принадлежит энтитету Республике Сербской, Босния и Герцеговина. По результатам югославской переписи населения 1991 года в Метальке проживало 4 человека. Деревня Металька расположена на границе с Черногорией.

## Население
В деревне Металька проживает очень малое количество людей. Всё население этой небольшой деревушки — сербы.
| 1961                           | 1971 | 1981 | 1991 | - | - | - |
| ------------------------------ | ---- | ---- | ---- | - | - | - |
| 6                              | 8    | 5    | 4    | - | - | - |
| Гистограмма динамики населения |      |      |      |   |   |   |

### Национальный состав населения
На 1991 год:
- сербы — 4 человека (100,00 %);
- хорваты — 0 человек (0,00 %);
- мусульмане — 0 человек (0,00 %);
- югославы — 0 человек (0,00 %);
- другие и неизвестно — 0 человек (0,00 %).